# Albaniens historie
Albaniens historie begyndte for mere end totusinde år siden, da folkeslag af usikker etnisk oprindelse beboede det område, der udgør den moderne stat Albanien. Efter først at have været en del af Romerriget og det Byzantinske rige, og siden Osmannerriget blev Albanien en selvstændig stat i 1912. Landet har for nylig gennemgået en politisk transformation, hvor et kommunistisk styre er blevet afløst af et liberalt-kapitalistisk. Det forventes at Albanien indtræder som fuldbyrdet medlem af NATO i 2009. Landet er også ansøgerland til medlemskab af EU.

## Albanernes etniske oprindelse
Nogle forskere antager, at albanerne er efterkommere af den forhistoriske folkegruppe illyrerne, antageligt navngivet efter en illyrisk stamme, albanoi, som i sin tid var bosat i det moderne Albanien. Andre forskere har argumenteret mod den påstand og hævder, at sproget albansk er stammer fra en dialekt af de nu uddøde trakiske sprog. Andre forskere mener, at flertallet af illyrerne blev overvundet og siden assimileret med de indtrængende slaviske folkeslag, efter at Romerriget gik i opløsning. Antagelsen om, at illyrisk var hovedsproget, er baseret på analyser af messapianske sprog i det sydlige Italien, som formodes at være beslægtet med illyrisk.
De, som støtter teorien om en illyrersk-albanske kontinuitet, hævder, at alle illyriske stammer, undtagen albanerne, blev assimileret eller drevet sydpå ind i Albanien og Grækenland i løbet af tidlig middelalder efter bølger af folkevandringer. Et formidabelt bjerglandskab og et fleksibelt stammesamfund gjorde det muligt for albanerne at overleve til moderne tid med identitet og sprog i behold. Ifølge disse forskere er navnet Albanien afledt af navnet på den illyriske stamme Arbër eller Arbëreshë og senere Albanoi, som levede i nærheden af Durrës.

## Forhistorie
Arkæologiske fund fra palæolitisk tid (omkring 10.000 f.Kr.) er gjort i en grotte i nærheden af Butrint i det sydlige Albanien. Under neolitisk tid levede nomadiske stammer af jægere og samlere i området. I 4.000- og 3.000-tallet f.Kr. blev der oprettet flere bosættelser, som kan følges ind i bronzealderen.
Fra ældre bronzealder er der kun blevet fundet få arkæologiske spor, men det er derimod gjort en række fund fra yngre bronzealder, både bopladser og mange gravpladser (kaldet tuma), som kan dateres til omkring 2000 f.Kr. I jernalderen (1000-500 f.Kr.) blev der oprettet flere bopladser med forsvarsanlæg, flere med kraftige mure.
Illyrere var en indoeuropæisk stammer, som dukkede op i det vestlige Balkan omkring 1000 f.Kr., en periode, der betragtes som afslutningen på bronzealderen og begyndelsen på jernalderen. De bosatte sig i det meste af området i det næste årtusind. Arkæologer knytter illyrere til Hallstattkulturen (navngivet efter fund i Hallstatt i Østrig), et jernalderfolk som er kendt for sin produktion af jern, bronzesværd med håndtag formede som vinger, og tæmning af heste. Illyrerne besatte landområder, som strakte sig fra floderne Donau, Sava, og Morava til Adriaterhavet og bjerget Šar Planina. Til forskellige tider er grupper af illyrere, som messapianere og iapygere, udvandret til Italien over både land og over havet.
Albanerne var oprindelig en udvidelse af de sydvestlige illyriske folk. I kontrast til andre områder var det kystnære indland mellem floderne Neretva og Drilon bosatte af et betydelig antal mindre stammer, hvoraf de fleste havde mistet deres egen identitet i løbet af de sidste stadier af den romerske besættelse. De tyve folkeslag, som blev omtalt af Plinius den ældre var kun en brøkdel af 89 civitates, som blev omtalt af Marcus Terentius Varro et århundrede tidligere ved Narona conventus.
Den sydøstlige del af Dalmatien var befolket af de "virkelige" illyrere, og bevis fra personnavne giver et ensartet billede med ret lille påvirkning fra andre dele af området, dog undtaget en gruppe af keltiske navn i øvre Neretvadalen omkring Konjic. I det 3. og 2. århundrede f.Kr. var alle disse folk en del af et illyrisk kongedømme, men da kong Genti eller Gentius (regerede 180–168 f.Kr.), den sidste konge af Illyrien, blev afsat og døde, havde de alle opnået en form for uafhængighed, de fleste ved aftaler med Romerriget.
Illyrerne fortsatte med at handle og bekrige sine naboer: grækere, paionere, trakere, og andre folk. Øst for Dardania var der et bredt område, som fremstod som en smeltedigel mellem illyrere og trakere. Dette område omfattede Donau neden for Beograd og vest over mod Moravadalen til floden Vardar og de nordlige grænser Makedonien. I syd og langs kysten af Adriaterhavet blev illyrerne meget påvirkede af grækerne, som havde grundlagt handelskolonier der. Mod slutningen af det 7. århundrede havde Korinth-grækere fra øen Korfu oprettet havne langs kysten af Apollonia (Pojanë, i nærheden af nutidens Vlora) i år 588 f.Kr. og videre nord mod Lissos (Lezhe) og Epidamnos (nutidens Durrës) i 623 f.Kr. De illyrere, som levede i Albaniens ukultiverede og kuperede bjergområder, modsatte sig græsk bosættelse: illyrske røvere angreb kystbyerne, og illyriske pirater truede græske handelsskibe i Adriaterhavet.
Illyrerne producerede og handlede med kvæg, heste, jordbrugsvarer og metaller som kobber og jern. Kampe og krige foregik til stadighed mellem illyriske stammer. Råd med ældre (bulae) valgte høvdinge, som styrede deres stammene. Ved ulige tider kunne enkelte høvdinge herske over flere stammer og danne kortvarige kongedømmer. I løbet af det 5. århundrede f.Kr. strakte den illyriske befolkning sig så langt nord på som til de øvre dele af floden Sava i det, som nu er Slovenien. Illyriske friser, som er opdaget i nærheden af den slovenske by Ljubljana, viser rituelle ofringer, gæstebud, slag, idræt og andre aktiviteter.
Det illyriske kongedømme under Bardhyllis blev en betydelig lokal magtfaktor i det 4. århundrede f.Kr. og kæmpede mod græske bosættere og især Makedonien, et mægtigt kongedømme i sydøst. I år 358 f.Kr. besejrede Makedoniens konge Filip 2., fader til Aleksander den Store, illyrerne og tog kontrol over deres landområder så langt som til Ohridsøen. Aleksander selv førte styrkerne for den illyriske høvding Clitus i år 335 f.Kr., og illyriske stammeledere og soldater fulgte Aleksander på hans erobring af Persien. Efter Aleksanders død i 323 f.Kr. blev nye illyriske kongedømmer oprettede. I år 312 f.Kr. forviste kong Glaukias alle grækere fra Durras. Ved slutningen av det 3. århundrede f.Kr. havde den illyriske konge Agron forenet mange af de tidligere uafhængige byer og udvidet det illyriske område. Agron gjorde Shkodër til sin hovedstad og holdt en hær og marine for at beskytte sine byer og havne. Hans kongedømme, som strakte sig fra Dalmatien i nord og til floden Vijosë i syd, kontrollerede dele af det nordlige Albanien, Montenegro, og Hercegovina. Efter Agrons død i 231 f.Kr. gik kontrollen over Illyrien over til hans enke, Teuta. Dronningen beordrede flere angreb på nabolandene, men hendes pirater, som angreb handelsskibe i Adriaterhavet, gjorde hennes rige til en fjende af Romerriget. Romerske tropper besejrede hendes hær og erobrede havnen Epidamnos, som romerne omdøbte til Durrachium.

## Den romerske periode
Under de Illyriske Krige i 229 og 219 f.Kr. erobrede romerne illyriske bosættelser i Neretva-dalen. Romerne gjorde nye erobringer i 168 f.Kr., da romerske styrker tog Illyriens konge Gentius til fange ved Shkodër (som romerne omdøbte til Scodra) og tog ham med til Rom i 165 f.Kr. Et århundrede senere udkæmpede Julius Cæsar og hans rival Pompeius deres afgørende slag i nærheden af Durras (Dyrrachium). Romerriget undertrykte de sidste genstridige illyriske stammer på det vestlige Balkan under kejser Tiberius regeringstid i år 9 e.Kr. Romerne delte landområdet, som omfatter nutidens Albanien, i de romerske provinser Makedonien, Dalmatien og Epirus.
I omtrent fire århundreder styrede romerne de illyrisk befolkede lande og fremmede økonomisk og kulturel udvikling samt afsluttede de fleste af de stadige kampe mellem de lokale stammer. Illyriske bjergstammer opretholdt egne autoritet, men underkastede sig kejseren og anerkendte hans sendebud. Ved en årlig festlighed for kejserne sværgede de illyriske stammehøvdinge fra bjergene deres loyalitet over for kejseren og styrkede deres politiske rettigheder. En form af denne tradition, kendt som kuvend, har overlevet til moderne tid i det nordlige Albanien.
Romerne etablerede talrige militære lejre og kolonier samt latiniserede fuldstændig kystbyerne. De sørgede også for bygning af akvædukter og veje, herunder udvidelsen af Via Egnatia, den gamle illyriske vej og senere berømte militære vej og handelsrute, som førte fra Durras gennem dalen med floden Shkumbin og til Makedonien og til Byzans. Kobber, asfalt, og sølv blev udvundet i bjergegnene. Hovedeksporten var vin, ost, olie, og fisk fra søerne Scutari og Ohridsøen. Der blev indført redskaber, metalarbejder, luksusvarer og andre varer. Apollonia blev et kulturelt centrum og Julius Cæsar sendte selv sin nevø, den senere kejser Augustus, hertil for at studere.
Illyrierne udmærkede sig som krigere i romerske legioner og udgjorde en betydelig del af pretorianergarden. Flere romerske kejsere blev født på Balkan og hævdes af albanere at have været af illyrisk oprindelse, blandt andre Decius, Claudius 2., Aurelian, Probus, Diokletian, og Konstantin den Store.

## Kristendommen
Den kristne tro kom til illyrisk befolkede landområder i det første århundrede. Apostelen Paulus skrev, at han prædikede i den romerske provins Illyricum, og traditionen vil vide, at han besøgte Durras. I år 379, under kejser Theodosius den store, som en del af prefekturet Illyricum Orientale, blev den sydlige region delt i tre provinser: Epirus Vetus, med hovedstaden Nicopolis (nu Preveza), Epirus Nova, med hovedstaden Durras, og Prævalitania, med hovedstaden Shkodër. Hver by dannet et eget ærkebispedømme.
Da Romerriget blev delt i en østlig og en vestlig del i 395, blev Illyrien øst for floden Drinus (Drina mellem Bosnien og Serbien), medregnet landområder som nu omfatter Albanien, styret af det Østromerske rige, men var kirkeligt afhængig af Rom. I år 732 underkastede den byzantinske kejser Keo 3. fra Isauria området under patriarken af Konstantinopel. I århundrederne der efter var de albanske landområder valplads for kirkestridigheder mellem Rom og Konstantinopel. Tilbageværende under romersk indflydelse forblev albanere, som levede i bjergene i nord, ved deres romersk-katolske tro, mens de i sydlige og mellemste områder blev græsk-ortodokse i deres tro og dannede nære forbindelser med grækere i syd.
Efter dannelsen af det slaviske fyrstedømme Dioclia (nu Montenegro) blev ærkebispedømmet oprettet i hovedstaden Bar i 1089, og bispedømmer i det nordlige Albanien (Shkodër, Ulcinj) blev underlagt dette. Fra 1019 blev albanske bispedømmer i de byzantinske kirkeskikke underlagt det uafhængige ærkebispesæde Ohrid indtil, Durras og Nicopolis (Preveza) blev genoprettede som ærkebispesæder. Der efter var det kun bispesæderne i det indre Albanien (Elbasan, Krujë), som forblev knyttede til Ohrid. I 1200-tallet, under Venezias besættelse, blev det latinske ærkebispesæde Durras dannet.

## Folkevandringstiden og tidlig middelalder
Romerrigets sammenbrud og folkevandringstiden førte til store ændringer for Balkan og illyrerne. Barbariske stammer oversvømmede mange rige romerske byer, ødelagde den eksisterende sociale og økonomiske orden og efterlod de store romerske akvædukter, colosseumer, templer og veje i ruiner. Illyrere forsvandt gradvis som et eget folk fra Balkan og blev erstattede af bulgarere, serbere, kroatere og bosnere. I senmiddelalderen kom nye bølger af angribere som fejede hen over de albansk befolkede områder.
Takket være deres beskyttende bjerge, sammenflettede stammesamfund og ren udholdenhed, udviklede albanerne deres egen særskilte identitet og sprog. Faktisk udviklede Albaniens antikke samfund sig til barske og uafhængige klaner. Albanien forblev et isoleret sted, hvor jordejerfamilier styrede over store, private ejendomme. Mindre fyrstedømmer udviklede sig i nærheden af havnebyer og i de frugtbare floddale. I bjergene kæmpede albanske klaner for territorier og de sparsommelige naturressourcer.
På 300-tallet begyndte barbariske stammer presse sig mod Romerriget, og de rige illyriske landområder blev hærgede. Germanske gotere og asiatiske hunnere var de første, som kom i midten af århundredet, asiatiske avarere angreb i 570, og slaviske serbere og kroater strømmede ind i begyndelsen af 600-tallet.
For en tid forblev det sydlige Illyricum en vigtig kilde for menneskemateriel for den kejserlige hær. Mange af generobringerne i det vestlige Middelhavet blev opnåede med tropper fra det sydlige Balkan. Sikkerheden i disses hjemland blev nu baseret på lokale fæstninger, enten nye eller oprustede. Netværket af små fæstninger, hvis konstruktioner var en byrde for de lokale samfund, repræsenterede et passivt forsvar på grundlag af en begrænset kontrol over landområderne. I gamle og nye Epirus blev 50 eksisterende fæstninger istandsatte, men i henhold til Procopius, en historiker fra det Østromerske rige, i hans værk Hemmelige historie, blev regionen hærget næsten hvert eneste år under kejser Justinian 1. den stores regime af hunnere og slavere og førte til mange romerske døde og så store ødelæggelser, at området blev forladt. Fæstningerne havde vist sig at være utilstrækkelige.
Med det endelige sammenbrud for Illyricum forværrede forholdene sig for hele området. Det synes at have været et sammenbrud for indlandsbyerne, som var vokset i løbet af den hellenistiske periode, mens de mere befæstede kystbyer fortsatte en relativ fremgangsrig eksistens. Nogen indlandsbyer var beskyttede af den sidste type af forsvar, blandt annet Scampis (Elbasan) ved Via Egnatia og Vig i nærheden af Shkodër. At vestgotere og østgotere passerede gennem området førte til bygningen af flere nye bjergfæstninger, som Sarda med udsigt over floden Drin, en gang efter 400-tallet. Befolkningen i dette område var latinsk talende provinsbeboere, oprindeligt af hovedsagelig illyrisk oprindelse, men mere kosmopolitisk i kystbyerne.
Udbredelsen af slavere i det sydlige Balkan fulgte en ikke heldig belejring af Thessaloniki i 586 og førte til en besættelse af provinsen Prævalitania og regionen syd for Shkumbin, hvilket afspejles i en række stednavne af slavisk oprindelse. I løbet af 600- og 700-tallet forblev Durras og kysten under kejserlig kontrol, men de gamle byer Lezhë og Shkodër sank sammen til området inden for deres eget acropolis. Grunden var hovedsagelig tilbagetrækningen af byzantinske tropper fra Balkan for at forstærke provinserne i Mellemøsten i 620 og lade Albanien forsvare sig selv.
Et nøglested for indsigt om befolkningen på denne tid udgør Komani-Krujë-gruppen af kristne gravlunde i Durras. Disse gik af brug tidlig i 800-tallet, da en ny militærkommando kom i brug i 862. De indikerer, at de overlevende af den romaniserede befolkning af illyrisk oprindelse blev fordrevne af slaviske bosættere længere nord, Romanoi, som blev nævnt af Konstantin 7.. Denne tolkning støttes af koncentrationen af latinske stednavn omkring søen ved Shkodër, i dalstrøgene Drin og Fan, og begrænset til syd for Via Egnatia.
En tidlig højgravkultur i syd er antaget at repræsentere Albëri fra 900- og 1000-tallet og som har givet navn til området Arbëri (Gheg Albëni), nord for Tirana mellem floderne Mat og Erzen. Et tredje område antyder bevægelse fra højereliggende områder mellem Shkumbin og Mat, koncentreret mellem Elbasan og Krujë, og ned til Mat-sletten, et sandsynligt sted for Arbanon. Imidlertid kom hovedmængden af bjergfolket fra de nordlige bjergegne i Albanien.
I 700- og 800-tallet erobrede bulgarerne store områder af Balkan og øgede deres magtområder til lavlandene til det som i dag er det centrale og sydlige Albanien. Den bulgarske zar Simeon 1. besejrede den byzantinske hær og etablerede kolonier langs Adriaterhavets kyster. Samuil af Bulgarien erobrede Durras, den tidligere romerske havn Durrachium som fortsat handlede med byerne i Italien og Grækenland. Mange illyrere flygtede fra kystområderne op i bjergene og skiftede fra at være fastboende bønder til at blive omrejsende hyrder. Andre illyrene giftede sig ind i erobrerne og blev til sidst assimilerede. Angriberne ødelagde og svækkede de romerske og byzantinske kulturcentre i det landområde, som skulle blive Albanien.
Den byzantinske kejser Basileios 2. med øgenavnet "Bulgarerdræberen" gik til modangreb i 1014. Den byzantinske hær knuste bulgarerne, erobrede havnene langs Adriaterhavet og erobrede Epirus syd for Albanien. Disse områder lå langt fra det Østromerske riges hovedstad Konstantinopel, og den byzantinske autoritet blev svækket over tid. Mens klanerne og jordejerne kontrollerede indlandet, var kystområderne i kamp med det Østromerske rige.
Det var i løbet af denne periode med oprør og strid, at navnet Albanien dukkede op. Den første historiske benævnelse af Albanien og albanere skete i 1081 i en redegørelse om modstanden af den byzantinske kejser Alexios 1. Komnenos til en af Vatikanet støttet normannisk flåde.

## Senmiddelalderen
Albanien som navn bliver historisk nævnt første gang i 1081, og i samme år kom det nordlige Albanien under serbisk kontrol grundet et stadigt mere svækket Østromersk rige. Havnene i Albanien forblev attraktive for flere rivaliserende nationer. Normannerne, som herskede over et kongedømme i det sydlige Italien, erobrede Durras i 1081. Den byzantinske generobring i 1083 krævede hjælp fra Venezia, som snart fik kommercielle særrettigheder i albanske byer som belønning. Den rige handelsby i det nordlige Italien byggede fæstninger og handelsstationer i Albaniens lavland for at forstærke sin magtposition. Normannerne kom tilbage i 1107 og på ny i 1185, men blev hurtigt trængt ud.
Også i senmiddelalderen kom angribere, som hærgede illyrisk befolkede områder på Balkan. Flåder af normannere, venetianere og østromere blev angrebne til søs. Bulgarere, serbere og østromerske styrker kom over land og holdt regionen i deres greb i årevis. Sammenstød mellem rivaliserende klaner og invasioner fra serbere skabte en undertrykkelse, som fremmede en udvandring fra området og syd på til Grækenland, herunder Thessalien, Peloponnes og De Egæiske Øer.
Delt i krigsførende klaner var albanerne ikke i stand til at forhindre, at deres land blev besat af fremmede. Serberne besatte dele af det nordlige og østlige Albanien i slutningen af 1100-tallet og erobrede Shkodër på 1180-tallet. I 1204, efter at vestlige korsfarere havde hærget Konstantinopel, vandt Venezia delvis kontrol over det centrale og sydlige Albanien og Epirus-området i det nordlige Grækenland og tog Durras i besiddelse. En prins fra den styrtede byzantinske kejserfamilie, Mikael 1. Komnenos Doukas, fik en alliance med de albanske høvdinge og drev venetianerne ud af det sydlige Albanien og det nordlige Grækenland, og i 1204 grundlagde han et uafhængigt byzantinsk rige, Despotatet Epirus, med Janina (i dag Ioannina) som hovedstad. Hans efterfølger, halvbroderen Teodor Komnenos Doukas, fik et forlig i stand med de albanske høvdinge i 1216, slog et angreb på Durras i 1217 af vestlige korsfare og venetianske skibe tilbage og vendte sine soldater øst over før, han blev besejret i 1230 af det genstyrkede bulgarske rige ved Ivan Asen 2..
Et genoprettet byzantinsk rige knuste Bulgarien i 1246 og trængte ind på den nordlige albanske kyst, mens albanske stammer blev kortvarigt pressede bort fra deres alliance med Despotatet Epirus. Det Østromerske rige vandt Durras i 1256, men tabte det året efter til Manfred, konge af Begge Sicilier, som også erobrede Vlorë og Berat i 1268. I 1272 angreb hans efterfølger, Karl 1. af Napoli, hersker af Kongedømmet Napoli og Begge Sicilier, fra sin base i det sydlige Italien. Karl erobrede Durras og det meste af det centrale Albanien, og han kaldte sit nye rige for "Det albanske kongedømme". Det bestod frem til 1336.
Indre magtkampe fortsatte med at svække det Østromerske rige i 1300-tallet, og på denne tid havde Serbien, et rige i nordøst, allerede etableret et dynasti ved Shkodër for at tage kontrol over det nordlige Albanien. I midten af 1300-tallet havde en mægtig serbisk konge, Stefan Dušan, erobret det meste af det vestlige Balkan, også det meste af Albanien, dog undtaget Durrës. Dušan gav et lovværk for sit rige og kronede sig selv som "kejser af serbere, grækere, bulgarere, og albanere", men i 1355, mens han anførte et angreb mod Konstantinopel, døde han brat. Hans rige brød hurtig sammen, og hans landområder blev delt blandt serbiske og albanske adelige. Stærke familier, især Balshaerne i nord og Thopiaene i mellemste Albanien, mens den sydlige del blev overtaget af en serbisk høvding, Tomas Preliubovich, i 1367. Han blev efterfulgt i 1385 af en italiensk adelsmand fra Firenze.
Den stadige krigsførelse i Albanien førte til fattigdom og hungersnød. I begyndelsen af 1300-tallet havde mange albanere forladt deres vanskeligt stillede fædreland og var udvandret syd på til bjergene i Epirus og videre til græske byer. Albanske landflygtige byggede også samfund i det sydlige Italien og på Sicilien.

## Skanderbeg
Foruden Det venetianske Albanien, som var en betegnelse for de områder i det nordlige Albanien, som var under kontrol af Republikken Venezia, blev især det sydlige Albanien udsat for ekspansionsbestræbelser fra Det osmanniske rige. Dette overherredømme på Balkan begyndte i 1385 med angrebet på Savra, men blev i en periode stoppet i 1400-tallet, da Georg Kastriota, en albansk fyrste kendt som Skanderbeg, samlede de albanske fyrstedømmer i Lezhaligaen mod osmannerne og slog disse tilbage i årene 1443–1478 (skønt Skanderbeg døde i 1468). Lezhaligaen er senere blevet anset for at være den første albanske statsdannelse.
Særlig vigtig var den albanske sejr i slaget ved Torviolli 29. juni 1444, da det viste de europæiske fyrster, at osmannerne kunne stoppes. Skandebegs vigtigste områder var Kruja, Petrela og Berat.
Den osmanniske ekspansion på Balkan stoppede under modstanden ledet af Skanderbeg, hvor især sejren i slaget ved Albulena 2. september 1457 markerede et højdepunkt i den albanske modstand og førte til, at osmannerne måtte bruge langt kraftigere midler i deres ekspansionsforsøg. Den albanske modstand forsinkede den osmanniske invasion af Vesteuropa og gav de italienske fyrster tid til at forberede forsvaret. Modstanden, han ydede mod osmannerne, gjorde ham ret kendt i det kristne Europa.
Skanderbegs italienske ekspedition blev gennemført i årene 1560 til 1462 og var en støtte til hans allierede Ferdinand 1. af Napoli, som var truet af Huset Angevin efter, at han efterfulgte sin far på tronen.
Efter Skanderbegs sejr i slaget ved Albulena fik han større råderum til at forberede modstanden mod osmannerne, og yderligere tid blev vundet, da Skanderbeg og Mehmed undertegnede en våbenhvile, som varede i tre år. Dette gav Skanderbeg anledning til at gennemføre sin ekspedition i Italien for at støtte sin allierede Ferdinand 1. af Napoli.
Skanderbegs ekspedition gjorde ham berømt i Italien. I sin bog, De Bello Neapolitano, hævder Iovianus Pontanus, at den albanske deltagelse var afgørende for Ferdinands sejr. Dette skyldtes albanernes mobilitet og hurtige angreb, som satte de italienske krigere ud af spil. Skanderbegs ekspedition formåede at hæve belejringen af Barletta, erobre Trani ved list, tvinge angevinerne til at ændre fra en offensiv til en defensiv strategi. Ved sin fremfærd tvang albanerne befolkningen og Giovanni Orsini til at underkaste sig Ferdinand, til og med således at han trygt kunne deltage i brylluppet for Antonio Piccolomini, nevøen til pave Pius 2.. Skanderbegs deltagelse blev således instrumentel i sikringen af Napolis tronen for Ferdinand.

## Islamisk styre
Da osmannerne kom tilbage, flygtede et stort antal albanere til Italien, Grækenland og Egypten, men opretholdt deres identitet. Samtidig vandt mange albanere berømmelse og rigdom som soldater, administratorer og handelsmænd i fjerne dele af det osmanniske rige. Efterhånden, som århundrederne gik, mistede det osmanniske rige sin evne til at sikre loyalitet fra de lokale paschaer, som styrede distrikterne på vegne af muslimerne. Osmannerne kæmpede i 1800-tallet for at beholde deres autoritet i udkanterne af riget og introducerede reformer, som havde som mål at disciplinere uregerlige paschaer og bekæmpe nationalistiske ideer. Albanien forblev en del af Det osmanniske rige fra 1385 til 1912.

## National opvågning
I 1870'erne havde Den høje ports (Bâb-i-âlî) reformer med det formål at hindre det Osmanniske Riges nedbrydning fejlet. Billedet af "det tyrkiske åg" var blevet fikseret i nationalistiske mytologier og ideer blandt befolkningen på Balkan og deres vej mod løsrivelse styrkedes. Albanerne var, på grund af overmagten fra muslimernes forbindelse med islam og deres indre sociale inddelinger, det sidste af folkeslagene på Balkan, som løsrev sig fra det Osmanniske Rige, da muslimerne frygtede, at de ville miste de albansk befolkede landområder til fremvoksende balkanske stater som Serbien, Montenegro, Bulgarien og Grækenland.
Albanske ledere dannede Prizrenligaen i 1878 med støtte fra sultan Abdülhamid 2., hvor de pressede for selvstyre og at forsvare deres landområder fra angreb fra naboerne. Efter ti år med uro eksploderede et betydeligt oprør i de albansk befolkede, osmanniske områder i 1912 ved slutningen af den første Balkankrig. Da Serbien, Montenegro og Grækenland gjorde krav på albansk land i løbet af krigen, erklærede albanerne selv fuld uafhængighed.
De europæiske storemagter støttede et uafhængigt Albanien i 1913 efter, at den anden Balkankrig efterlod mere end halvdelen af den albanske befolkning uden for Albaniens grænser, og deres land blev fordelt mellem Montenegro, Serbien og Grækenland. De blev støttet af Aubrey Herbert, et britisk parlamentsmedlem som lidenskabeligt fremmede Albaniens sag i London. Som et resultat blev Herbert tilbudt Albaniens kongekrone men blev frarådet af den britiske statsminister Herbert Asquith mod at tage imod tilbuddet. I stedet blev den tilbudt Wilhelm af Wied, en tysk prins, som accepterede og blev overhoved for det nye kongerige.
Den unge stat kollapsede imidlertid kun nogen uger efter, at 1. verdenskrig brød ud. Før det skete, havde albanerne gjort oprør mod den tyske prins og erklæret uafhængighed i forhold til stormagternes jurisdiktion og etablerede over hele landet et muslimsk styre under lederskab af en lokal kriger, Haji Qamil. Denne situation varede ikke længe efter, at verdenskrigen brød ud og Albanien blev invaderet af Montenegro, Serbien, Østrig-Ungarn, Grækenland, Italien og Frankrig. Efter krigen var Albanien fortsat besat af serbiske og italienske styrker. Et oprør i befolkningen i det nordlige og sydlige Albanien pressede serberne og italienerne tilbage bag de anerkendte albanske grænser.

## Verdenskrigens effekter
Albanien opnåede en vis grad af status som egen stat efter 1. verdenskrig, delvis grundet diplomatisk indblanding fra USA. Landet led der imod under manglende økonomisk og social udvikling, og de første år som uafhængig stat var præget af politisk ustabilitet. Uden at være i stand til at overleve et angreb og uden nogen udenlandsk beskytter blev Albanien midtpunkt for en strid mellem Italien og Kongeriget Jugoslavien (bestående af serbere, kroater og slovere) som begge forsøgte at dominere landet.
Efter krigen kom Ahmed Bey Zogu, søn af en klanhøvding, hurtigt i forgrunden; han måtte gå af i marts 1924, og i juni samme år dannede den liberale fører, biskop Fan Noli, et ministerium. Men allerede i december samme år udbrød der nye uroligheder. Fan Noli måtte flygte, og Ahmed Zogu, der var tyet til Beograd, kom med serbisk hjælp tilbage; han udstedte i januar 1925 en ny forfatning, hvor efter han selv blev præsident på 7 år. Serberne havde håbet ved hans hjælp at få magten i landet, men Ahmed Zogu kastede sig i armene på Italien og afsluttede i sin nye hovedstad Tirana en overenskomst med Benito Mussolini, der gjorde Albanien til nærmest en italiensk vasalstat. Under ham blev Albanien en del af den italienske sammenslutning mod Jugoslavien, Ungarn og Bulgarien i 1924–1927. Efter Storbritanniens og Frankrigs politiske intervention i 1927 med Kongeriget Jugoslavien mørnede sammenslutningen. I august 1928 erklærede Albaniens parlament landet for at være et kongedømme og Ahmed Bey Zogu som landets konge. Han tog først navnet Skanderbeg 3., men da dette vakte modstand, tog han atter sit eget navn. Kong Zogu førte en konservativ politik, men åbnede for reformer, blandt andet et forsøg på social modernisering som at fjerne skikken at tilføje navnet på det område, man kom fra, til personnavnet. Zogu overdrog også landområder til internationale organisationer for at bygge skoler og sygehuse. Dette varede frem til 1939, da Mussolinis styrker væltede Zogus kongedømme overende, da Italien invaderede Albanien.
Albaniens indbyggere var i mellemkrigstiden overvejende muslimer:
|              | Muslimer | Katolikker | Græsk-ortodokse | I alt   |
| ------------ | -------- | ---------- | --------------- | ------- |
| Nordalbanien | 160.600  | 85.100     | 2.700           | 248.400 |
| Midtalbanien | 254.900  | 3.900      | 36.300          | 295.100 |
| Sydalbanien  | 169.200  | 0          | 119.200         | 288.400 |
|              | 485.700  | 89.000     | 158.200         | 831.900 |

De ortodokse kristne dannede en national kirke, uafhængig af den græske med en ærkebiskop i Tirana og 4 biskopper. Den katolske kirkes frihed var garanteret ved Konkordatet af 1928. Der fandtes i Albanien 548 folkeskoler med 854 lærere og 24.000 elever, 12 fortsættelsesskoler, 2 sekundærskoler og i 1921 blev oprettet lærerseminarium. Desuden fandtes en amerikansk teknisk skole og en pigeskole i Tirana.
Der fandtes 3 underretter. I 1928 trådte en ny straffelov i kraft, baseret på italiensk lov. Efter denne var polygami forbudt.
Landets udnyttelse var meget primitiv, og store frugtbare arealer lå udyrkede, der blev holdt en del kvæg. Bjergene var rige på løvfældende skov, mest eg, kastanje, bøg og fyr. Der udføres ost, hvede, huder, oranger, tobak, tømmer og lignende. Indførslens værdi var 1926 24,9 mio. guldfranc, udførslen 12 mio. guldfranc. Der indførtes navnlig bomuldstøj, uldtøj, kerosen, petroleum og biler. 3/4 af indførslen kom fra Italien.
Jernbaner fandtes ikke.
I 1925 oprettedes en albansk nationalbank i Rom med filialer i Albanien; til møntenhed valgtes guldfrancen. Statens indtægter for 1927—28 blev anslået til 29 mio. guldfranc, udgifterne til 26 mio. guldfranc. Statsgælden var 70,5 mio. guldfranc.
Der var almindelig værnepligt med 18 måneders militær uddannelse. Fredsstyrken talte 7.557 mand foruden et gendarmeri på 3.134 mand.

## 2. verdenskrig og kommunismens fremvækst
I løbet af 2. verdenskrig støttede albanske fascister Italien i sidstnævntes invasion af Grækenland i oktober 1940. Nogen albanere deltog i muslimske formationer, som hjalp tyske SS-styrker i undertrykkelsen af Jugoslavien og albanske modstandsfolk. Kommunistiske partisaner bekæmpede italienske og tyske okkupationsstyrker og desuden nationale albanske partisaner. Kommunistiske partisaner var sejrrige i slutningen af krigen og tog kontrollen over landet. Albanien blev der efter kommunistisk.

## Albanien som kommunistisk land
Enver Hoxha og Mehmet Shehu dukkede op som de dominerende politiske figurer i Albanien efter fem år med politisk strid i kølvandet på 2. verdenskrig. De koncentrerede sig hovedsagelig om at sikre og opretholde deres magtbase ved at dræbe og henrette politiske modstandere og der efter at bevare Albaniens uafhængighed og ændre landet i henhold til tolkningen af stalinismen for, at magten kunne bevares for altid. Ved sit styre fremmede Hoxha en gennemført personkult om sig selv som den ufejlbarlige leder. Da han døde i 1985, blev grandiose og stortalende nationale sørgeceremonier organiseret.
Landet var en satellitstat til Jugoslavien mellem 1944 och 1948, men allierede sig med Stalin efter, at Tito havde brudt med Sovjetunionen 1948. Landet blev medlem af FN i 1955.
I slutningen af 1980'erne blev en begrænset turisme til landet tilladt, hovedsagelig med busser fra Grækenland. Udlændinge blev midlertidig forfulgt, hvor de gik, af det hemmelige politi for at sikre, at de "opførte sig ordentligt".
Kort tid efter Hoxhas død dukkede der stemmer op, som krævede ændringer i det albanske samfund, og regeringen begyndte at søge tættere kontakt med vesten efter at have holdt sig nærmest isoleret som "socialismens fyrtårn". Det skete som et forsøg på at forbedre landets vanskelige økonomiske situation, og indledende demokratiske reformer blev gennemført, blandt andet valg mellem flere politiske partier i 1991. Forud for dette valg havde Albanien ændret sin forfatning i 1998 og etableret et demokratisk regeringssystem baseret på lov og garanti om beskyttelse af grundlæggende menneskerettigheder.

## Albanien efter kommunismen
Siden 1992 har Albanien søgt et tættere forhold til vesten. I 1992 tog Albaniens demokratiske parti kontrol over landet ved demokratiske valg. Der blev igangsat politiske programmer for økonomiske og demokratiske reformer, men albanernes manglende erfaring med kapitalisme førte til svindel som spredning af pyramidespil, som ikke var blevet forbudt grundet korruption i regeringen. Det kaos, som opstod i slutningen af 1996 frem til begyndelsen af 1997 som et resultat af, at pyramidespillene kollapsede, alarmerede verden og førte til international mægling.
I 1995 blev Albanien optaget i Europarådet og søgte om medlemskab i NATO. Albanere fortsatte med at emigrere til vestlige lande, især Grækenland og Italien. Uro i mange områder fortsatte, og præsident Sali Berisha beordrede åbning af statslige våbenlagre, som mange kriminelle forsynede sig fra. Flere hundrede tusinde håndvåben fandt også vej over grænsen til Kosovo, hvor de blev anvendt i den jugoslaviske krigsførelse mod albanerne der.
I 1997 førte politisk uro til, at socialisterne og deres samarbejdspartnere vandt valget. Præsident Sali Berisha gik af, og socialisterne valgte Rexhep Meidani som ny præsident. Formanden for det albanske socialistparti, Fatos Nano, blev valgt som statsminister, en position han holdt frem til oktober 1998, da han gik af grundet den anstrengte tid i landet efter, at Azem Hajdari, et prominent medlem af det demokratiske parti, var blevet myrdet. Samme efterår blev der afholdt folkeafstemning og vedtaget en ny grundlov, den blev i praksis skrevet af OSCEs udsending i landet. Grundlovsafstemningen blev boykottet af Sali Berishas parti, men vandt fornøden tilslutning, og den ny grundlov trådte i kraft i 1999.
Pandeli Majko blev valgt som den nye statsminister og fungerede frem til 1999, da han blev erstattet af Ilir Meta. Albanien vedtog sin forfatning ved en folkeafstemning, som blev holdt i november 1998, men som blev boykottet af oppositionen. De generelle valg i oktober 2000 markerede, at demokraterne mistede kontrol over lokalstyret og en sejr for socialisterne.
Selv om Albanien har gjort fremskridt mod demokratiske reformer og opretholdt retssamfundet, er alvorlige mangler i valgsystemet forblevet uløste, hvilket viste sig i juni 2001 ved parlamentsvalgene. Internationale valgobservatører bedømte valgene som acceptable, men Unionen for sejrssamling (Bashkimi për Fitoren), en sammenslutning af politiske partier, som fik over 30 % af stemmerne, bestred udfaldet og boykottede parlamentet frem til 31. januar 2002. Socialisterne genvalgte Ilir Meta som statsminister i august 2001, en position han holdt frem til februar 2002, da han gik af på grund af en strid i sit parti. Pandeli Majko blev genvalgt som ny statsminister i februar 2002.
Til trods for den vanskelige økonomiske situation og arbejdsudvandringen er Albaniens økonomi alligevel vokset med omkring 5 % i 2007. Den albanske valuta (lek) er styrket fra 143 lekë i forhold til amerikansk dollar i 2000 til 92 lekë i 2007.